# Viguera
Viguera è un comune spagnolo di 339 abitanti situato nella comunità autonoma di La Rioja.